# Four Corners
Four Corners là một khu vực của Hoa Kỳ bao gồm các vùng phía tây nam Colorado, góc tây bắc của New Mexico, góc đông bắc Arizona, và góc đông nam của bang Utah. Khu vực Four Corners được đặt tên sau bốn điểm nơi ranh giới của bốn tiểu bang giáp nhau, nơi có tượng đài Four Corners. Nó là vị trí duy nhất ở Hoa Kỳ, nơi bốn bang gặp nhau. Hầu hết khu vực Four Corners thuộc về các dân tộc người Mỹ bản địa bán tự trị, trong đó lớn nhất là người Navajo Nation, theo sau bởi Hopi, Ute, và khu bảo tồn bộ lạc Zuni và các bộ lạc. Khu vực Four Corners là một phần của một khu vực lớn hơn được gọi là cao nguyên Colorado và chủ yếu là nông thôn, gồ ghề và khô cằn. Ngoài các di tích, khu vực thường được truy cập trong Four Corners gồm Monument Valley, Vườn quốc gia Mesa Verde, Chaco Canyon, và Đài tưởng niệm quốc gia Canyon de Chelly. Các thành phố đông dân nhất trong khu vực Four Corners là Farmington, New Mexico, tiếp theo là Durango, Colorado.